# Estadio Monumental Rafaela
Das Estadio Monumental Rafaela bzw. auch Monumental de Barrio Alberdi oder kurz Nuevo Monumental ist ein Fußballstadion im Stadtteil Alberdi der argentinischen Stadt Rafaela, Provinz Santa Fe. Die 1954 eingeweihte Spielstätte fasst heute 16.000 Zuschauer. Der Fußballverein Atlético de Rafaela trägt hier seine Heimspiele aus.